# Jaime Linares
Pour les articles homonymes, voir Linares.
Jaime Miguel Linares est un footballeur angolais né le 21 mai 1982 à Vila Real. Il évolue au poste de milieu de terrain avec Progresso Associação do Sambizanga.

## Carrière
- 2001-2001 : Gondomar SC ( Portugal)
- 2002-2002 : SC Olhanense ( Portugal)
- 2002-2003 : Leça FC ( Portugal)
- 2003-2004 : Lusitânia Lourosa ( Portugal)
- 2004-2005 : AD Ovarense ( Portugal)
- 2005-2006 : Dragões Sandinenses ( Portugal)
- 2006-2007 : Dhofar Club ( Oman)
- 2007-2010 : CA Bordj Bou Arreridj ( Algérie)
- 2010-2015 : Progresso do Sambizanga ( Angola)[1]
- 2016- : CRD Libolo ( Angola)

## Palmarès
- Coupe d'Oman de football : 2007